# Bart Goor
Bart Goor (9 d'abril de 1973) és un exfutbolista belga.

## Selecció de Bèlgica
Va formar part de l'equip belga a la Copa del Món de 2002. Destacà pel que fa a clubs, a l'RSC Anderlecht.